# Branko Šömen
Branko Šömen (Maribor, 1. travnja 1936.) je slovenski i hrvatski književnik, scenarist, novinar i publicist.

## Životopis
Šömen je studirao komparativnu književnost na Filozofskom fakultetu u Ljubljani. Radio je kao novinar i komentator na Radio Ljubljani od 1958. do 1987. godine. Filmske kritike objavljuje od 1960. godine u listu Mladina; 1960-ih godina postaje odgovorni urednik revije Ekran, gdje ostaje do 1975. godine Kao novinar RTV Ljubljana redovito sudjeluje u tjednoj emisiji Gremo v kino, te uređuje vlastite radio-programe Deseta muza i Filmski zasuk. Posebno prati češku, slovačku, poljsku i sovjetsku kinematografiju. Više puta bio je član žirija FIPRESCI-ja i MFF-a na filmskim festivalima. Od 1983. godine živi u Zagrebu. Šömen je predavao na Akademiji dramske umjetnosti u Zagrebu od 1988. do 1999. godine.
U književnosti se javio pjesničkim zbirkama (Lipov bog, 1971.; Prekomurski rukopis – Prekmurski rokopis, 1976.; Muške ikre – Moške ikre, 1982.) i humoreskama (Crveni smijeh – Rdeči smeh, 1970).
Za Televiziju Ljubljana napisao je kontroverznu tv-dramu Kraj proljeća (slv. Poletja je konec), koju je režirao D. Prebil (1968.). Filmsku karijeru otpočinje kao scenarist kratkoga igranog filma Njiva (1969.) Rajka Ranfla i kao pomoćnik redatelja Živojina Pavlovića u njegovu Crvenom klasju (1970). Scenarist je cjelovečernjih igranih filmova Posljednja stanica (Jože Babič, 1971.), Let mrtve ptice (Živojin Pavlović, 1973.), Bijele trave (Boštjan Hladnik, 1976.), Samo jednom se ljubi (Rajko Grlić, 1981), Crveni boogie (Karpo Ačimović Godina, 1983) i Stričevi su mi pričali/Vesela svadba (France Štiglic, 1983.). Za scenarij Let mrtve ptice osvojio je Zlatnu arenu na Pulskom filmskom festivalu.
Autor je romana Peto godišnje doba (slv. Peti letni čas, 1977.), Med u kosi (Med v laseh, 1978.), Panonsko more (Panonsko morje, 1981.), Hod po vodi (Hoja po vodi, 1990.) i psihološke pripovijesti Koncert za samoću (Koncert za samoto, 1986.) i Usporedno nebo (Vzporedno nebo, 1990.).
U monografiji Amenkamen (2001.) te knjigama Mudrost (2012.), Snaga (2014.) i Ljepota (2017.) bavi se istraživanjem slobodnog zidarstva i promišljanjem o lučonošama i mračnjacima tog povijesnog pokreta. Trilogija Mudrost, Snaga i Ljepota bavi se poviješću slobodnog zidarstva u Hrvatskoj. Godine 2025. u izdanju Frakture objavio je leksikon Tajni majstori ljepote, koji donosi biografske podatke o 101 istaknutom slobodnom zidaru u Hrvatskoj.
Šömen je posto slobodnim zidarom u svibnju 1990. godine. Zbog neslaganja sa Zoranom Nenezićem bio je isključen iz Velike lože Jugoslavije. Kasnije je primljen u Ložu "Ilirija" koja je radila pod okriljem Velike lože Austrije.

## Vanjske poveznice
- Branko Sömen u internetskoj bazi filmova IMDb-u (engl.)